# Йолкино (Лісний міський округ)
Йо́лкино (рос. Ёлкино) — селище у складі Лісного міського округу Свердловської області.
Населення — 247 осіб (2010, 1328 у 2002).
Населення зменшилось за рахунок відокремлення північної частини й утворення з неї селища Чащавіта.
До 17 грудня 2018 року селище мало статус селища міського типу.